# Resolutie 1168 Veiligheidsraad Verenigde Naties
Resolutie 1168 van de Veiligheidsraad van de Verenigde Naties werd unaniem door de VN-Veiligheidsraad aangenomen op 21 mei 1998.

## Achtergrond
In 1980 overleed de Joegoslavische leider Tito, die decennialang de bindende kracht was geweest tussen de zes deelstaten van het land. Na zijn dood kende het nationalisme een sterke opmars, en in 1991 verklaarden verschillende deelstaten zich onafhankelijk. Zo ook Bosnië en Herzegovina, waar in 1992 een burgeroorlog ontstond tussen de Bosniakken, Kroaten en Serviërs. Deze oorlog, waarbij etnische zuiveringen plaatsvonden, ging door tot in 1995 vrede werd gesloten. Hierop werd de NAVO-operatie IFOR gestuurd die de uitvoering ervan moest afdwingen. Die werd in 1996 vervangen door SFOR, die op zijn beurt in 2004 werd vervangen door de Europese operatie EUFOR Althea.

## Inhoud

### Waarnemingen
Er was nood aan meer opleiding voor de lokale politie in Bosnië en Herzegovina, vooral op vlak van incidentbeheer, corruptie, georganiseerde misdaad en drugscontrole. Gelinkt aan een succesvolle politiehervorming was een hervorming van justitie.

### Handelingen
De Veiligheidsraad autoriseerde een versterking van de IPTF-politiemacht, een onderdeel van de UNMIBH-vredesmacht, met dertig man tot in totaal 2057 manschappen.
De lidstaten werd gevraagd meer opleiding, uitrusting en verwante steun bij te dragen.

## Verwante resoluties
- Resolutie 1147 Veiligheidsraad Verenigde Naties
- Resolutie 1166 Veiligheidsraad Verenigde Naties
- Resolutie 1174 Veiligheidsraad Verenigde Naties
- Resolutie 1183 Veiligheidsraad Verenigde Naties

Lijst ·  1147 ·  1148 ·  1149 ·  1150 ·  1151 ·  1152 ·  1153 ·  1154 ·  1155 ·  1156 ·  1157 ·  1158 ·  1159 ·  1160 ·  1161 ·  1162 ·  1163 ·  1164 ·  1165 ·  1166 ·  1167 ·  1168 ·  1169 ·  1170 ·  1171 ·  1172 ·  1173 ·  1174 ·  1175 ·  1176 ·  1177 ·  1178 ·  1179 ·  1180 ·  1181 ·  1182 ·  1183 ·  1184 ·  1185 ·  1186 ·  1187 ·  1188 ·  1189 ·  1190 ·  1191 ·  1192 ·  1193 ·  1194 ·  1195 ·  1196 ·  1197 ·  1198 ·  1199 ·  1200 ·  1201 ·  1202 ·  1203 ·  1204 ·  1205 ·  1206 ·  1207 ·  1208 ·  1209 ·  1210 ·  1211 ·  1212 ·  1213 ·  1214 ·  1215 ·  1216 ·  1217 ·  1218 ·  1219